# Rizzanese
Der Rizzanese ist ein Fluss in Frankreich, der im Département Corse-du-Sud auf der Insel Korsika verläuft. Sein Quellbach Ruisseau de Prunetu, später Ruisseau de Pian di Santu, entspringt im Regionalen Naturpark Korsika, an der Nordwest-Flanke des Monte Calva (1381 m), im Gemeindegebiet von Zonza. Er entwässert generell in Richtung Südwest bis West und mündet nach rund 44 Kilometern im Gemeindegebiet von Propriano im Golf von Valinco in das Mittelmeer. Im Mündungsabschnitt verläuft der Fluss entlang der Rollbahn des Flugplatzes Aerodrome de Propriano-Tavaria.

## Orte am Fluss
- Zonza
- Zoza

## Sehenswürdigkeiten
- Megalithen-Fundstätte Menhirs u Frate e a Sora

## Tourismus
Der Rizzanese kann mit Kajaks befahren werden, zählt aber zu den schwierigsten Wildwasserflüssen Korsikas.

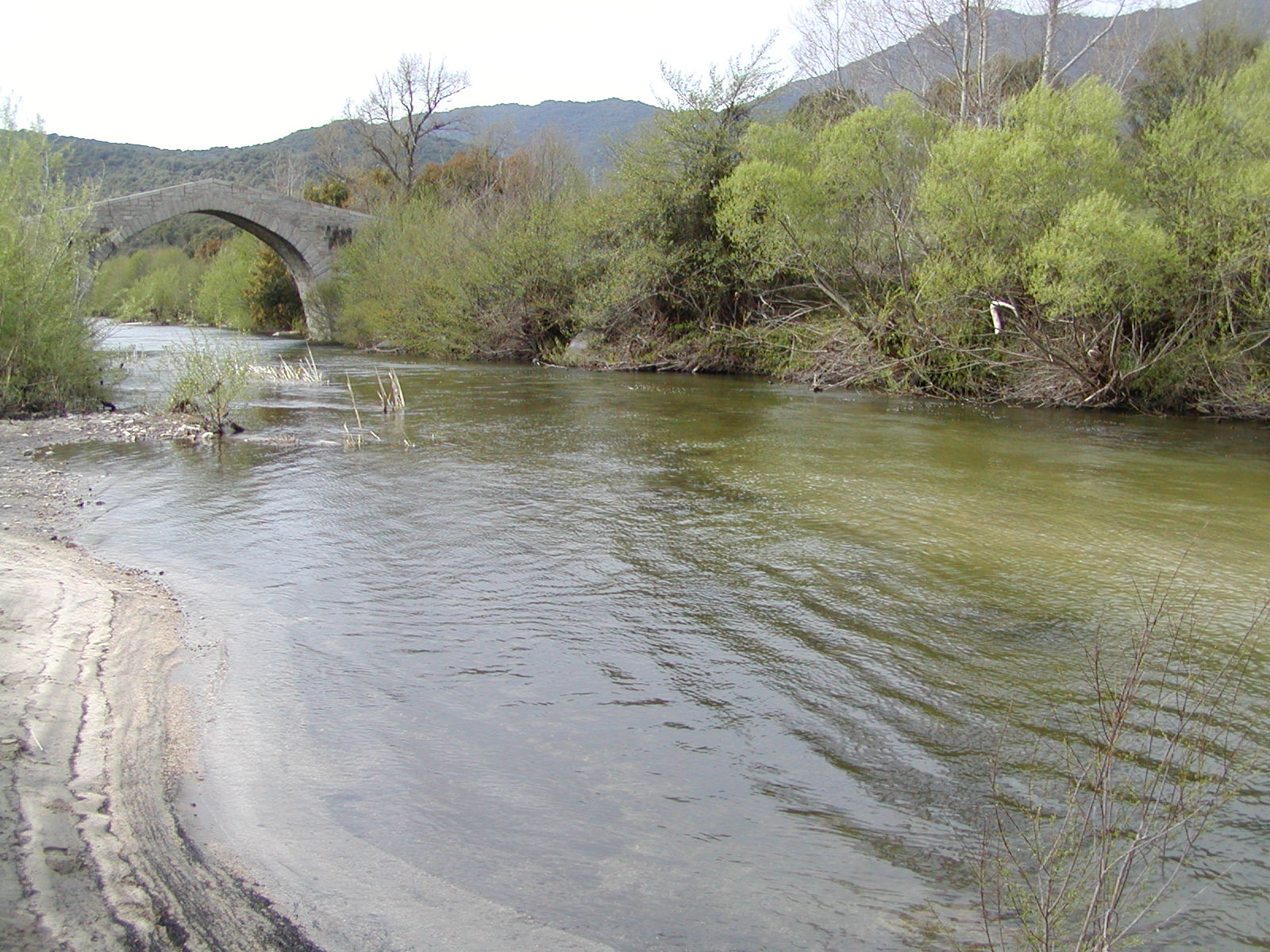
Der Rizzanese mit Brücke Spin’à cavaddu
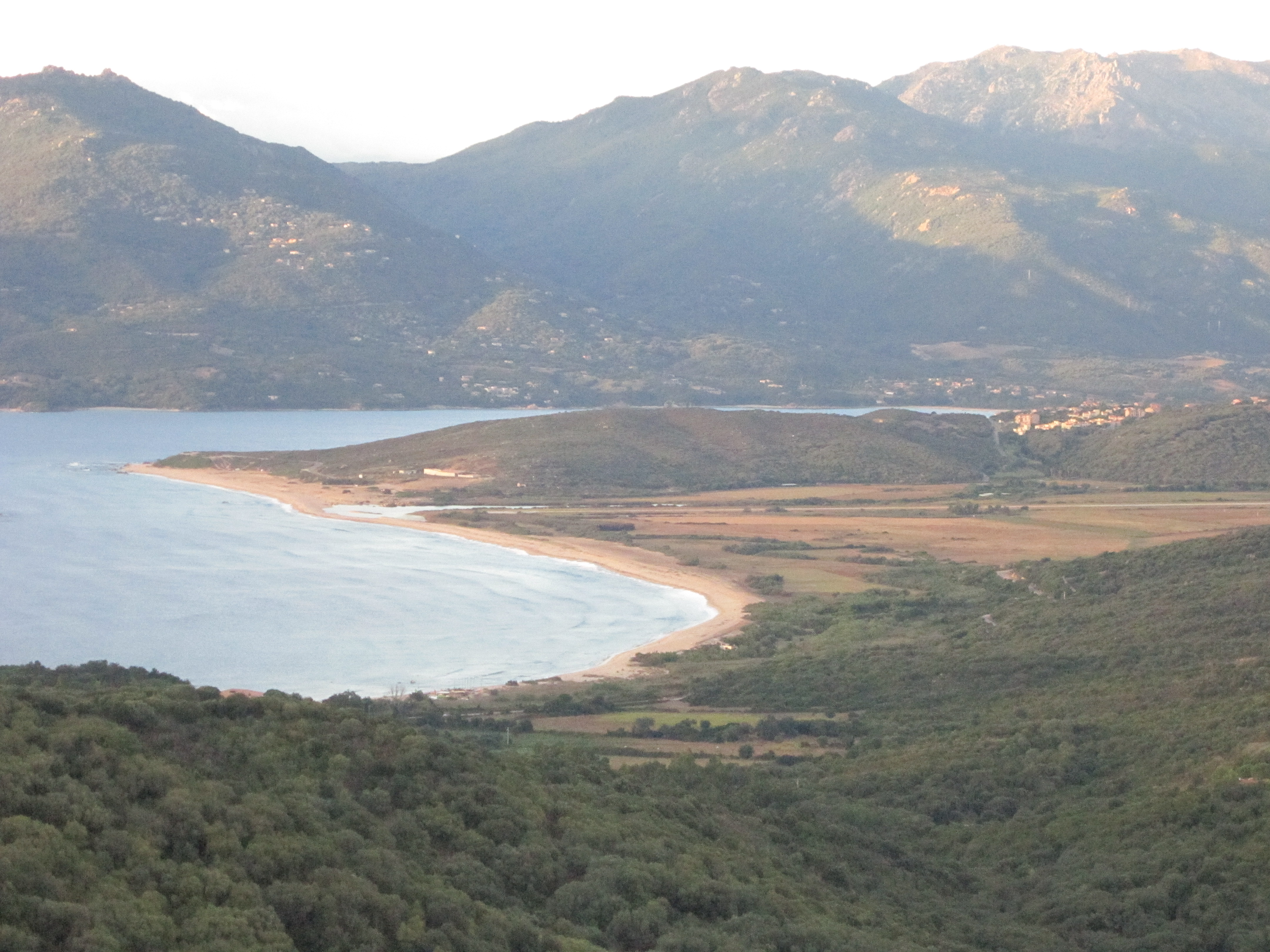
Mündung des Flusses